# 獅子島
獅子島（ししじま）は、天草諸島のうち長島列島を構成する島の一つ。鹿児島県出水郡長島町に属し、鹿児島県の有人離島では最北に位置し、また県の最北端でもある。人口は約689人（平成27年）。
また、行政区画としての「獅子島」は長島町の大字となっており、獅子島の全域がこれに該当する。

## 概要
獅子島には約1億年前頃の白亜紀層（御所浦層群）をはじめ、古第三紀始新世までの地層がみられ、アンモナイトや三角貝、首長竜などの化石が見つかっている。
室町時代の後期頃までの獅子島は、東仲島と呼ばれ肥後国（現・熊本県）に属していたが、当時の領主だった獅子谷七郎が、1565年（永禄8年）島津氏との戦に敗れ、以後その支配の下薩摩国（現・鹿児島県）に属するようになった。その後、前領主の姓をとって、獅子島に島名が変更された。
島は、雲仙天草国立公園にも入っており、「薩摩松島」などとも呼ばれる。また周囲は、リアス式海岸となっており、複雑な地形で釣りのポイントが多い。スキューバダイビングもできる。
漁業はその地形を生かし、ブリ・タイ・ヒラメ・アオサなどが養殖される。また農業では、甘夏みかん、バレイショなどが栽培される。
毎年4月に、獅子島招魂祭が開かれる。招魂碑のある島の最高峰・七郎山に登り、獅子谷七郎とその家臣たちを供養し、島の繁栄を祈願する。

## 教育
中学校
- 長島町立獅子島中学校
- 小中一貫校前のアンモナイトと恐竜像

小学校
- 長島町立獅子島小学校
- 長島町立幣串小学校（2013年閉校）

高等学校
島内には、全日制高校や通信制高校の学習センターはない。なお、島内の高校受験生は、学区の制約なく県内の全ての県立高校へ進学できる。

## 交通
鹿児島県側から
- 山坂汽船の「フェリー海竜」
獅子島片側港 -（20分）- 長島町諸浦港
- 波戸汽船の旅客船「すずかぜ2」
獅子島御所ノ浦港 - 獅子島片側港 - 諸浦島葛輪港（30分）

熊本県側から
- 天長フェリーの「フェリーロザリオ」
天草市中田港 -（30分）- 獅子島片側港 -（20分）- 長島町諸浦港
- 獅子島汽船
獅子島幣串港 -（30分）- 水俣港（熊本県水俣市）

このほか、島内交通として、獅子島乗合バスが運行されている。
- 片側港待合所
- 幣串港待合所
- 御所浦港待合所

### 廃止航路
- 波戸汽船の旅客船「すずかぜ」
獅子島御所ノ浦港 - 獅子島片側港 - 諸浦島葛輪港 - 伊唐島伊唐港 - 長島宮ノ浦港 - 出水市米ノ津港（2時間30分）…2008年5月19日運航休止、2009年1月廃止
- 山坂汽船の旅客船「ニューしんせいあづま」
獅子島幣串港 - 伊唐島伊唐港 - 長島宮ノ浦港（40分）…2009年1月廃

## その他
沿岸で採集されたミナミウスボヤ（Didemnum prolifera）から３種類の抗生物質が発見され、島名に因んでシシジマイシン（shishijimicin）A、B、Cと名付けられている。